# Petersköpfl
 El Petersköpfl es una cumbre de 1745 m de altura en el Zahmer Kaiser, la cresta norte de la cordillera montes del Kaiser en el estado austriaco de Tirol. Al este, el Petersköpfl está unido por una cresta al Einserkogel, al oeste está separado del Naunspitze por una brecha de viento. Al sur cae abruptamente en el valle del Kaisertal y al norte sus escarpadas paredes de roca se elevan sobre Ebbs. Al este hay una meseta de suave pendiente cubierta de pino de montaña que forma la cresta principal del Zahmer Kaiser y llega hasta la Pyramidenspitze. 

## Ascensiones

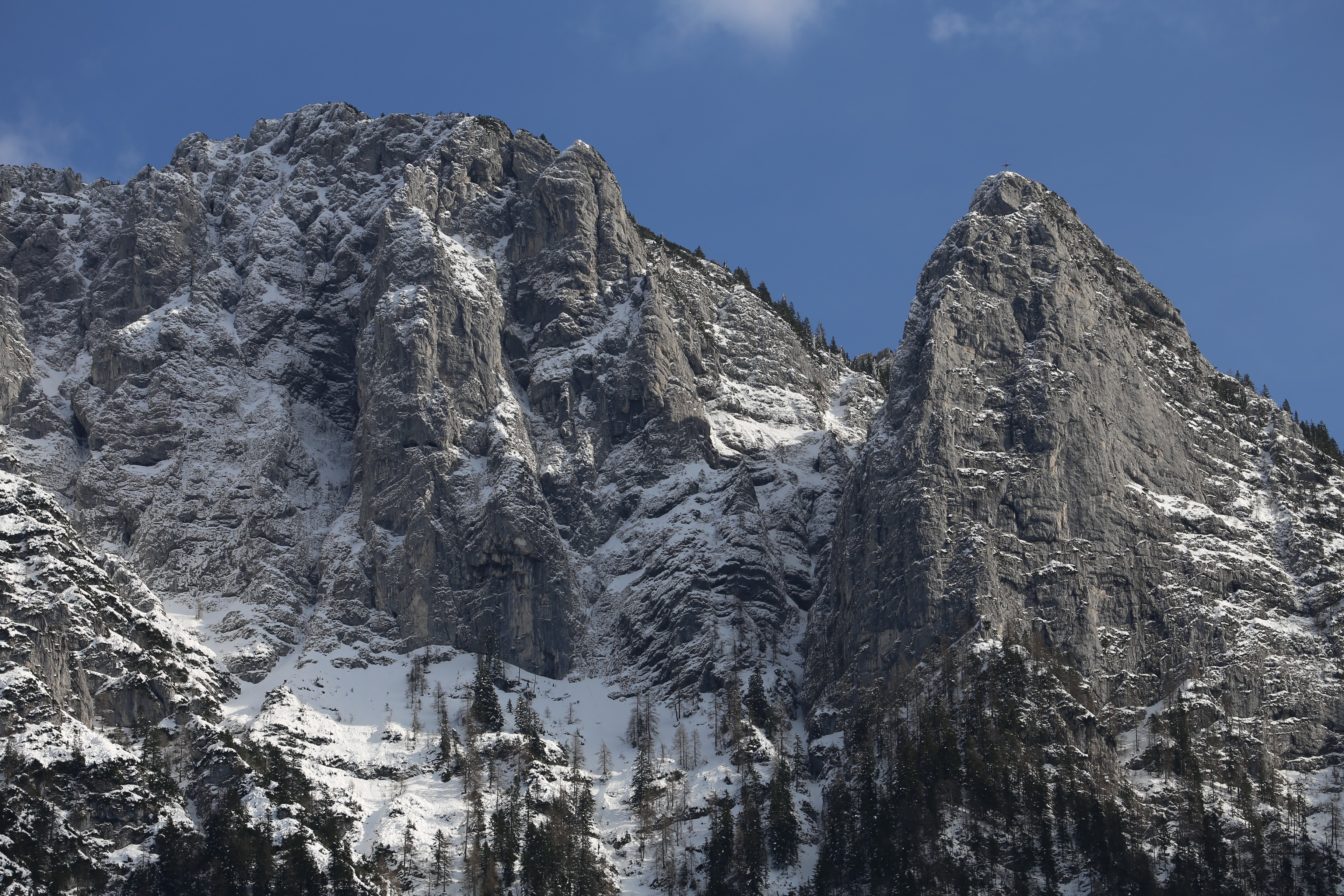
Vista de Petersköpfl (izquierda) y Naunspitze en Zahmer Kaiser.

Desde el refugio de Vorderkaiserfelden se llega al Petersköpfel en una hora por una ruta fácil y, de manera similar, desde el Hinterkaiserfeldenalm. La travesía hasta la vecina cumbre del Naunspitze dura 20 minutos. Desde Petersköpfl un camino de escalada pasa por la meseta del Zahmer Kaiser hasta la Pyramidenspitze. Varias rutas de escalada cortas suben por una pequeña losa de roca en su flanco occidental. Las escaladas alpinas más largas corren por su cara norte. 
- Datos: Q784154
- Multimedia: Petersköpfl / Q784154